# Antigone

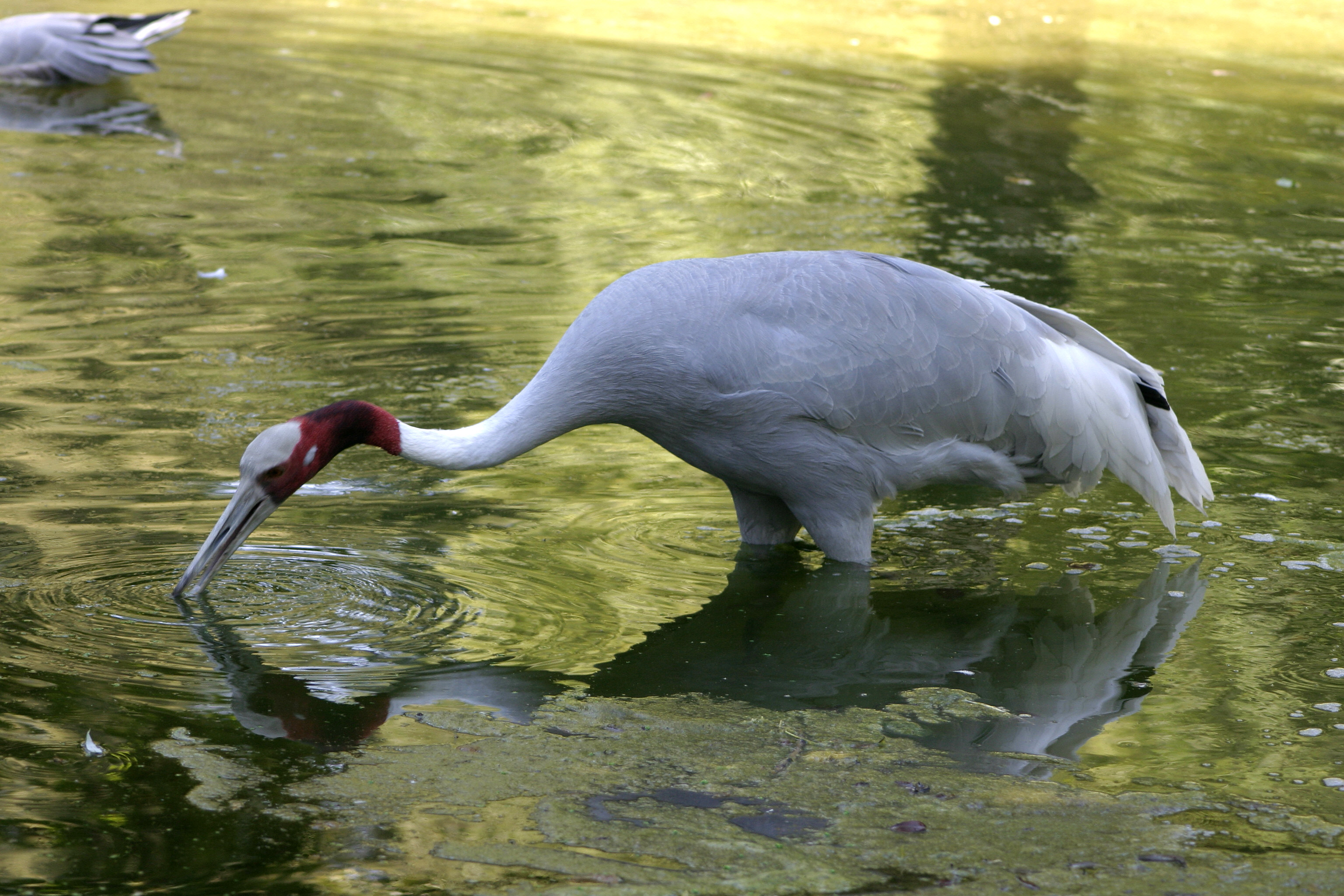
Grou-sarus (Antigone antigone)

Antigone é um género de aves da família Gruidae, vulgarmente conhecidas como grous.
Este género contém as seguintes quatro espécies:
- Grou-canadiano (A. canadensis)
- Grou-de-nuca-branca (A. vipio)
- Grou-sarus (A. antigone)
- Grou-brolga ou grou-australiano (A. rubicunda)